# Sonoco
Sonoco Products Company (NYSE: SON) er en amerikansk producent af emballage til industri- og forbrugerprodukter i eksempelvis plastik og metal. Virksomheden blev etableret i 1889. Sonoco har 21.000 ansatte på 335 lokaliteter i 33 lande. Deres hovedkvarter er i Hartsville, South Carolina.